# 존 로렌스 해먼드
존 로렌스 르 브레튼 해먼드(John Lawrence Le Breton Hammond, 1872년 7월 18일 ~ 1949년 4월 7일)는 영국의 언론인이자 사회사 및 정치 관련 작가였다. 그의 가장 잘 알려진 작품 중 다수는 그의 아내인 바버라 해먼드(Barbara Hammond, 본명 Bradby, 1873년 ~ 1961년)와 공동 집필했다. 그녀는 시인이자 소설가인 G. F. 브래드비의 여동생이었다.
그는 브래드포드 그래머 스쿨과 옥스퍼드 세인트 존스 칼리지에서 고전을 공부했다. 1899년부터 1906년까지 리버럴 주간지인 더 스피커의 편집장을 지냈다. 1906년부터 1907년까지 더 트리뷴의 사설 작가였고, 1907년에는 더 데일리 뉴스의 사설 작가였다. 이후 맨체스터 가디언의 직원이 되었다.

## 작품
- 찰스 제임스 폭스 정치 연구 (Charles James Fox a Political Study) (1903)
- 촌락 노동자 1760-1832: 개혁 법안 이전 영국 정부 연구 (The Village Labourer 1760-1832: a Study of the Government of England before the Reform Bill) (1911) 바버라 해먼드와 공동 집필
- 도시 노동자 1760-1832: 새로운 문명 (The Town Labourer 1760-1832: The New Civilisation) (1917) 바버라 해먼드와 공동 집필, Archive.org 경유
- 노동자 1760-1832 (The Skilled Labourer 1760-1832) (1919) 바버라 해먼드와 공동 집필
- 활동 중인 테러: 1914-1921년 아일랜드 정책의 그래픽 스케치 (The Terror in Action: A Graphic Sketch of Irish Policy from 1914-1921) (1921)
- 샤프츠베리 경 (Lord Shaftesbury) (1923) 바버라 해먼드와 공동 집필
- 현대 산업의 부상 (The Rise of Modern Industry) (1925) 바버라 해먼드와 공동 집필
- 차티스트 시대 1832-1854: 불만 연구 (The Age of the Chartists 1832-1854: A Study of Discontent) (1930) 바버라 해먼드와 공동 집필
- 제임스 스탠스펠드: 성 평등의 빅토리아 시대 옹호자 (James Stansfeld: A Victorian Champion of Sex Equality) (1932) 바버라 해먼드와 공동 집필
- 영국과 현대 세계 질서 (Britain and the Modern World Order) (1932) 아널드 J. 토인비와 공동 집필
- C. P. 스콧의 맨체스터 가디언 (C. P. Scott of the Manchester Guardian) (1934)
- 암울한 시대: 영국 1800-1850 (The Bleak Age: England 1800-1850) (1934) 바버라 해먼드와 공동 집필
- 글래드스톤과 아일랜드 국가 (Gladstone and the Irish Nation) (1934)
- C. P. 스콧, 1846 - 1932. 맨체스터 가디언의 탄생 (C. P. Scott, 1846 - 1932. The Making of the Manchester Guardian) (1946) C. E. 몬태규 및 H. D. 스콧 니컬스와 공동 집필
- 글래드스톤과 자유주의 (Gladstone and Liberalism) (1952) M. R. D. 풋과 공동 집필